# Trox vimmeri
Trox vimmeri är en skalbaggsart som beskrevs av Vladimir Balthasar 1931. Trox vimmeri ingår i släktet Trox och familjen knotbaggar. Inga underarter finns listade i Catalogue of Life.